# Prothèse (médecine)
Pour les articles homonymes, voir Prothèse.

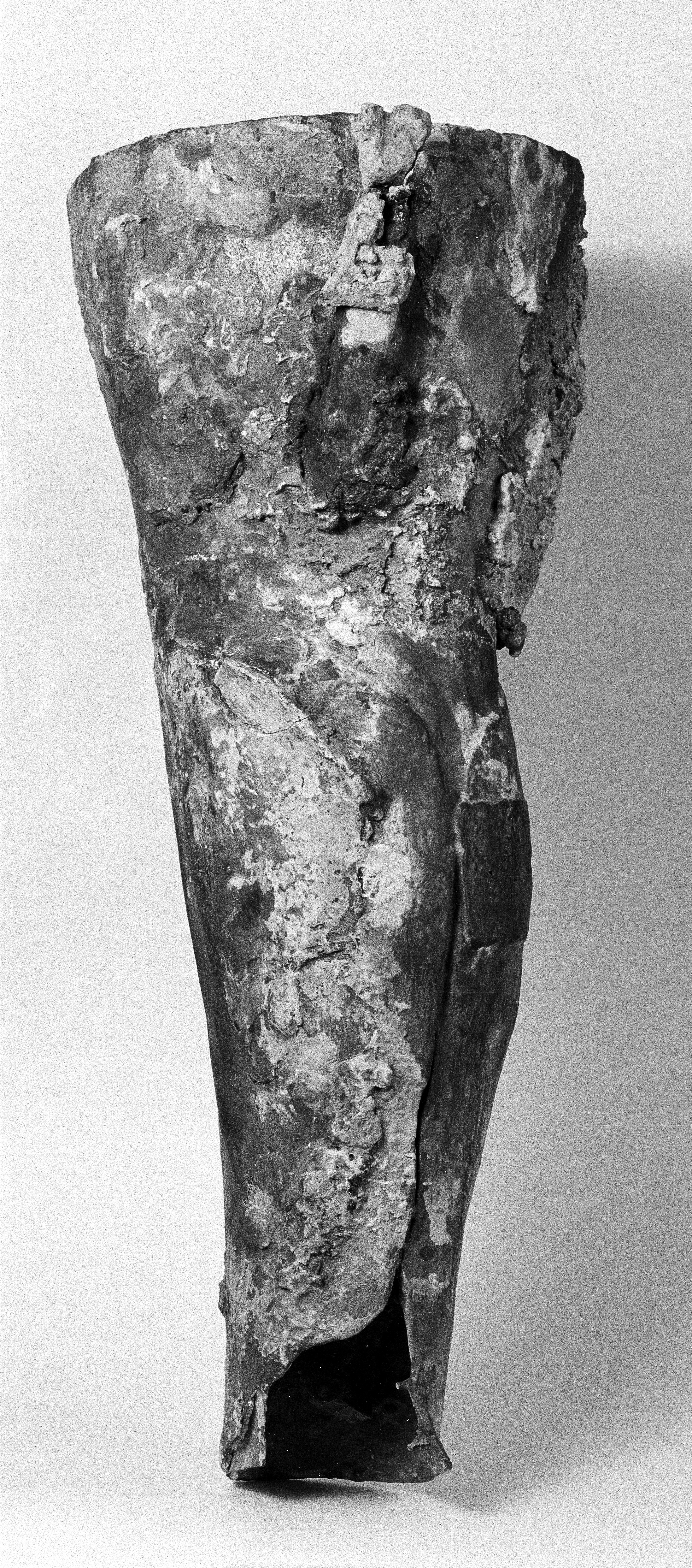
La Jambe de Capoue, en bois recouvert de bronze.

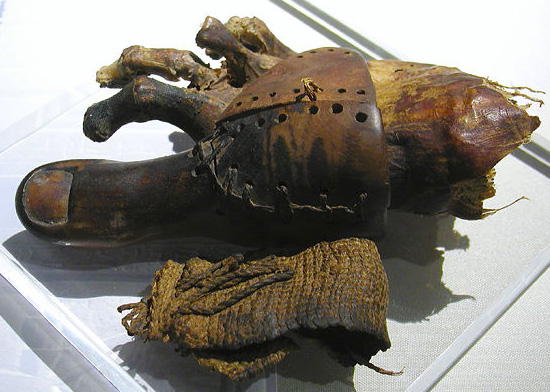
L'une des plus anciennes prothèses connues, datant de l'Égypte antique, aujourd'hui dans le musée du Caire. Le gros orteil est sculpté dans le bois. Il était lié au pied par une gaine de cuir cousue.

Une prothèse est un dispositif artificiel destiné à remplacer un membre, un organe ou une articulation. Le mot prothèse vient du latin prosthesis venant du grec signifiant « action d'ajouter ».

## Histoire

### Les premières traces
La première référence à un membre artificiel apparait dans le poème épique indien Rig-Véda: il s'agit de l'amputation de la jambe de la reine guerrière Vishpla. Elle retourne au combat après avoir été équipée d'une jambe de fer par les jumeaux divins Ashvin.
Les premières traces écrites factuelles des prothèses remontent des Histoires de l’historien grec Hérodote, datant d’environ 484-425 av. J.-C.. Il y est mentionné un substitut en bois d’un pied préalablement amputé, histoire reprise également par Plutarque plusieurs siècles plus tard, vers 416-417 ap. J.-C.. D’autres récits évoquent également la présence de prothèse de mains, comme Pline l’ancien dans L’Histoire naturelle, où est mentionné la prothèse de main en fer du général romain Marcus Sergius lors de la deuxième guerre punique (218-210 av. J.-C.).
Cependant les plus anciennes prothèses découvertes remontent à l’Egypte antique. Des fouilles archéologiques du XIXe siècle ont permis de retrouver des prothèses d’orteil, datant d’avant 600 av. J.-C., comme l’orteil de Greville Chester, trouvée dans la nécropole de Thèbes, sur la rive ouest du Nil près de Luxor. Un deuxième orteil de ce type a été retrouvé dans les années 2000, attaché à la momie d’une femme enterrée près de Luxor datant de la même époque. Cet orteil, fait de cuir et de bois, présente une charnière,dont les recherches ont montré que le but était d’imiter le fonctionnement de l’articulation métatarso-phalangienne, permettant la marche à pied-nu à son porteur.
La première trace de prothèse de jambe fut retrouvée en 1885 à Capoue, en Italie. Cette relique était considérée par certains comme la première prothèse datée aux alentours de 300 av. J.-C.
D’autres découvertes en Europe supposées être des répliques de jambes en bois ont été tracées au VIème-VIIe siècles après J.-C.. Une des découvertes notables fut la prothèse de main d’un homme italien datant du VIIe siècle enterré dans la nécropole de Longobardie en Italie. Des recherches et études ont permis de déterminer que la prothèse fut attachée par une sangle en cuir à la suite d'une amputation au couteau, montrant une adaptation notable par le porteur durant l’ère pré-antibiotique.

### XXesiècle

#### Première Guerre mondiale
De par sa violence, la Grande Guerre reste marquée dans la mémoire collective. Les combats infligent des dégâts aux corps des combattants d’une ampleur inédite dans l’Histoire. La France releva 2,8 millions de blessés sur les 8 millions de soldats mobilisés. Les conditions du combat ont provoqué nombre de blessures d’un nouveau type dues au développement de l’artillerie, dont les obus et les grenades, responsables de 75 % des blessures notamment de la face. 11 à 14 % des blessés français l’ont été au visage. On recense 10 000 à 15 000 grands blessés de la face. Ces vastes blessures laissent pour morts de nombreux soldats sur le champ de bataille.
Une nouvelle discipline chirurgicale apparaît : la chirurgie maxillo-faciale réparatrice et plastique. La reconstruction faciale de ces gueules cassées nécessite la création de nouvelles techniques chirurgicales et la conception de prothèses innovantes. Au sens littéral du terme, le blessé maxillo-facial est un blessé qui présente à la fois des lésions des mâchoires et de la face. Cependant dans la pratique, au cours de la Grande Guerre, l’appellation a été déviée pour désigner tout blessé qui exige le double traitement chirurgical et prothétique. Dans la plupart des cas, la fracture maxillaire s'accompagne d'une perte importante de matériel osseux et cutané. Les manifestations cliniques de ces atteintes maxillo-faciales sont diverses et leur gravité dépend de la nature de l’obus, de la résistance du tissu lésé, de la trajectoire du projectile et de la vitesse et de la forme du projectile. Chaque type de lésion maxillo-faciale est unique et le traitement doit être adapté à chaque patient, en particulier au niveau prothétique, c'est-à-dire qu'il est nécessaire de concevoir et d'inventer différents types de prothèses pour chaque personne blessée. Une fois traitées les urgences d’ordre maxillo-facial, telles que l’asphyxie ou les hémorragies, les blessés sont transférés le plus rapidement possible afin d’éviter infections, cicatrisations vicieuses et l'impossibilité de déglutir pouvant se révéler fatales. Des centres de chirurgie réparatrice maxillo-faciale sont créés dans les zones non combattantes devant le grand nombre de blessés. Ces centres reçoivent les blessés en voie de cicatrisation. Il s’agit ensuite de reconstruire leur visage. L’évolution de la chirurgie maxillo-faciale et la réparation des gueules cassées sont directement liées aux progrès de l’anesthésie. Les interventions ont été facilitées par l’utilisation de nouveaux anesthésiques locaux et, dans le cas de l’anesthésie générale, par de nouvelles techniques d’intubation buccale ou nasale et par l’utilisation de la voie intraveineuse, qui évitent le port du masque d’anesthésie pendant l’intervention.
Après la phase de reconstruction chirurgicale qui a permis de combler la perte de substance vient la phase prothétique. Les prothèses provisoires et définitives sont réalisées par des mécaniciens dentistes. Après avoir été photographié, un moulage facial est effectué sur le blessé. À partir du moulage du visage mutilé, les mécaniciens réalisent les appareils prothétiques. En premier lieu, une prothèse temporaire est utilisée pendant la période de cicatrisation. Elles sont différentes, en fonction de la blessure et sont divisées en quatre catégories principales : les prothèses de réduction, les prothèses de compression, les prothèses de modélisation et les dispositifs pour étendre les cicatrices. Une fois les plaies cicatrisées, les prothèses temporaires sont remplacées par des prothèses dites définitives qui ont pour but de pallier les limites de la chirurgie si nécessaire. La chirurgie de reconstruction faciale est lourde, douloureuse et les résultats sont aléatoires. Selon le cas cette ultime étape s’appuie sur plusieurs types de prothèses :
- la prothèse amovible complète (perte de toutes les dents) ou partielle a bénéficié de l’évolution des matériaux utilisés au cours du conflit : caoutchouc ou métal léger, porcelaine et matière plastique. La Grande Guerre marque le début des matières plastiques. S’il demeure quelques dents sur les arcades, ces prothèses seront maintenues par des crochets.
- la prothèse fixe : couronnes et bridges métalliques pour les édentations de moindre étendue sont réalisés sur les dents piliers reliées entre elles afin de former des ponts sur les zones édentées[6].

Après la Première Guerre mondiale, de nombreux soldats étaient encore défigurés, malgré les nombreuses interventions. Ils devront apprendre à accepter de nouveaux visages et à surmonter les difficultés de retour à la vie civile. Faire face à la vue des autres dans leur famille ou dans la société est un test terrible. Par conséquent, certaines gueules cassées préfèrent se réfugier parmi des camarades démembrés.

#### Évolution post Seconde Guerre mondiale

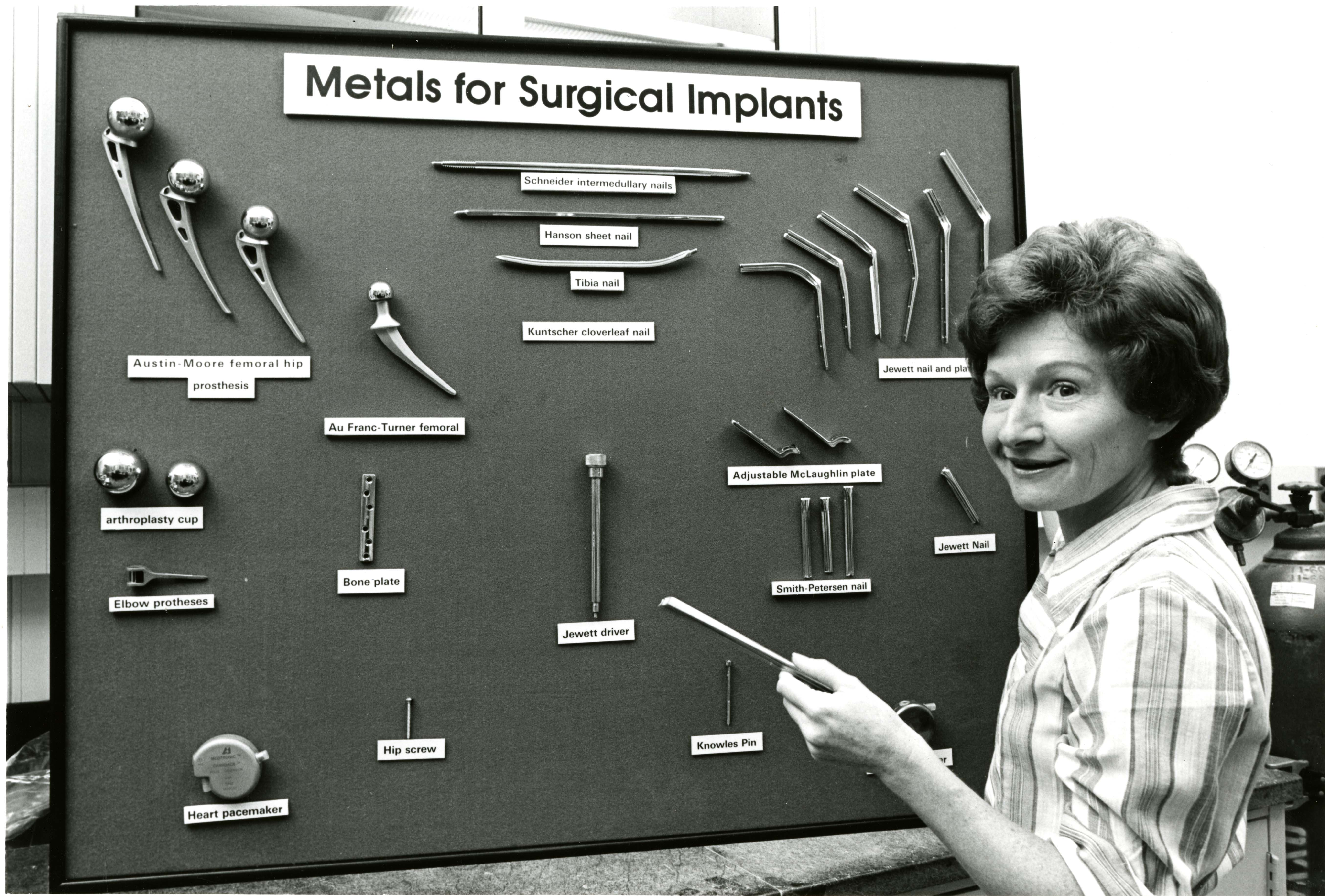
Différentes prothèses métalliques utilisés en chirurgie

Durant la Seconde Guerre mondiale, les prothèses n’évoluent que très peu.
En 1945, de nombreuses controverses éclatent aux États-Unis concernant le manque de considération apporté aux vétérans amputés de la Seconde Guerre mondiale (27 000 soldats américains amputés à la jambe ou au bras sont recensés). Pour répondre à cela, la National Academy of Science initie un plan de recherche et développement visant à améliorer les prothèses en utilisant d’autres technologies existantes. La fabrication de prothèses, jusque-là considérée comme artisanale entre alors dans une démarche scientifique. En 1948, le Congrès des États-Unis alloue pour la première fois un budget annuel d’un million de dollars pour le développement de prothèses et aides sensorielles. À partir de cette date, la conception et la fabrication de prothèses n’a cessé d’évoluer.

### Histoire contemporaine

#### Le service des plus pauvres
Dans les années 1970, les Frères Jaccard ont mis au point une technique de prothèse rudimentaire qu'ils transmettent à travers le monde. Ils l'ont développée dans une léproserie dont ils avaient la charge au Cameroun. À force d'acharnement, les deux frères sont parvenus à une technique simple suivant deux principes fondamentaux : la prothèse est toujours réalisée avec des matériaux locaux, et doit s'aligner avec le membre amputé pour éviter des boitements qui entraînent toujours des déformations dorsales. Ils réalisent l'emboiture en cuir, à partir du moule du moignon, pour une jonction parfaite de souplesse et de précision, qui évite tout frottement douloureux. La prothèse dite Jaccard, ou prothèse africaine, garde les grands principes de la prothèse mais dépouillée de tous les aspects superficiels et esthétiques. Conçue pour les pauvres, elle est fabriquée avec le matériel trouvé sur place, les rivets, les manchons, les sacs en cuir. Une prothèse robuste, efficace, fonctionnelle et auto corrective car le moignon se rétrécit.
Cet appareillage de masse vient révolutionner le soin des amputés de la lèpre, de la guerre et ceux de catastrophes naturelles. Jean Baptiste Richardier, fondateur de Handicap International, Mère Teresa à la léproserie de Shanti-Nagar et au Yémen, et Mgr Jean Zoa partout au Cameroun, entre autres, feront appel aux Frères Jaccard, ses concepteurs, pour venir en aide aux plus démunis à travers le monde.

#### Le sport
Depuis les années 1980, les technologies de prothèses sportives ont fait des progrès significatifs, en particulier pour les athlètes amputés des membres inférieurs. Les matériaux ont évolué pour inclure des composites avancés comme la fibre de carbone, qui offre à la fois légèreté et résistance, permettant ainsi des performances accrues pour les athlètes. Ces matériaux modernes remplacent progressivement les anciennes prothèses en bois et en métal, devenant des alliés essentiels pour les sportifs de haut niveau.
Les prothèses sportives sont conçues pour restituer une partie de l'énergie perdue lors des mouvements, en particulier pour les coureurs. La Flex-Foot, inventée par le prothésiste Van Phillips en 1984, utilise des lames en fibre de carbone qui emmagasinent l'énergie lors de la compression et la restituent au relâchement, offrant ainsi un effet de rebond. Ce type de prothèse a été popularisé par des athlètes comme Oscar Pistorius, qui a participé aux Jeux Olympiques d'été de 2012 avec ses lames de course, soulevant des débats sur l'équité et l'avantage compétitif que peuvent offrir ces technologies.
Les Cheetah Blades, développées par la société Össur, sont parmi les prothèses sportives les plus célèbres et les plus utilisées aujourd'hui. Conçues spécifiquement pour la course, ces lames en fibre de carbone sont en forme de "J", permettant un effet de ressort qui améliore l'efficacité de la course. Utilisées par des athlètes de renommée mondiale, elles ont contribué à repousser les limites des performances sportives paralympiques. Les Cheetah Blades permettent aux coureurs amputés de retrouver une grande partie de la puissance et de la vitesse des jambes biologiques, et sont souvent comparées à des "jambes de guépard" pour leur design et leur efficacité.
De nombreux autres athlètes amputés ont marqué l'histoire du sport grâce à leurs performances avec des prothèses adaptées :
- Markus Rehm, athlète allemand, est un spécialiste du saut en longueur qui utilise une prothèse en fibre de carbone pour remplacer sa jambe amputée. En 2014, il a sauté 8,24 mètres, ce qui a relancé le débat sur la participation des athlètes handicapés dans les compétitions pour valides.
- Richard Whitehead, coureur britannique, est connu pour ses exploits en marathon et sur les courtes distances (200 mètres). Amputé des deux jambes, il utilise des prothèses adaptées pour la course, avec lesquelles il a remporté plusieurs médailles d'or aux Jeux paralympiques.
- Marie-Amélie Le Fur, athlète française amputée d'une jambe, a brillé aux Jeux paralympiques de Rio 2016 en remportant l'or au saut en longueur et sur 400 mètres, grâce à une prothèse spécialement conçue pour optimiser la performance athlétique.

Les prothèses sportives ne se limitent pas aux disciplines de course ou de saut. Pour le cyclisme, des athlètes comme Tristan Bangma, non-voyant, utilisent des prothèses de bras et des guidons spécialement adaptés pour le contrôle et la stabilité. Les innovations dans ce domaine continuent d’évoluer pour répondre aux exigences des sports de haut niveau, tout en tenant compte de la sécurité et du confort des utilisateurs.
Ces progrès technologiques ouvrent la voie à une meilleure inclusion des athlètes amputés dans des compétitions internationales, y compris les Jeux paralympiques et les compétitions pour valides. Cependant, des débats persistent sur la régulation de ces dispositifs, notamment en ce qui concerne les critères d'éligibilité pour les compétitions. La question de savoir si certaines prothèses offrent un avantage injuste continue d'être étudiée par les instances sportives internationales,,,.

Il existe également des prothèses destinées à des personnes valides, ayant pour but d'améliorer leurs performances. Parmi elles on compte :
- La combinaison speedo LZR Racer mimant la peau des requins. Cette combinaison a permis 18 records du monde en deux ans, avant son interdiction par la fédération[16].
- Les Nike Vaporfly qui contiennent une plaque de fibre de carbone afin d'optimiser le rebond du coureur ont permis de relever plusieurs records du monde notamment de marathon et de course sur route. Ce modèle a évité de justesse son interdiction car considéré comme des chaussures à ressorts[17].

L’évolution des matériaux composites tels que la fibre de carbone permet de créer des prothèses plus efficaces car plus légères.

## Types
- Prothèse articulaire : ajout ou, mieux, substitution synthétique (acier, titane, céramique) destinée à remplacer en partie ou en totalité les surfaces articulaires d'une articulation humaine ou animale. La restauration associée des moyens d'union passifs est limitée, partielle ou totale.
  - En pratique orthopédique, il est posé 80,000 prothèses de la hanche par an en France, et 45,000 prothèses du genou. Il s'agit dans ce cas de prothèses internes ou endo-prothèses.
- Les prothèses « externes » ou exo-prothèses ont pour objet la substitution d'un membre amputé ou d'un organe manquant (par exemple prothèse oculaire).

Une orthèse corrige une fonction déficiente : une attelle est un système de contention soutenant un membre déficient. Ces derniers sont appelés « appareillages orthopédiques ».
Il existe également d'autres formes de dispositifs prothétiques : dans le cas de l'audition, ce sont les prothèses auditives (amplification externe des sons) et implants cochléaires (conversion directe des vibrations en stimulations électriques). À noter dans ce cas que l'opposition prothèse/orthèse n'est pas retrouvée, dans la mesure où la prothèse a un rôle de soutien et l'implant de remplacement.
En chirurgie de la paroi abdominale, on utilise souvent des prothèses, comme en chirurgie de la hernie inguinale.
En chirurgie réparatrice et esthétique, diverses prothèses, les plus fréquentes sont les prothèses ou implants mammaires et les implants fessiers.
Par extension, on parle aussi de prothèse pour désigner un outil remplaçant l'action de l'homme (objet prothétique) et de prothèses cogitives pour décrire des dispositifs numériques qui interagissent avec notre corps et influencent nos capacités cognitives (comme les smartphones, les lunettes de réalité augmentées et certains objets connectés).

### Prothèses réparatrices

#### Les prothèses immédiates
Décrites par Claude Martin dès la fin du XIXe siècle, les prothèses immédiates s’interposent directement dans la plaie entre les fragments fracturés. Cette technique a été abandonnée car elle provoquait de nombreuses complications infectieuses.

#### Les prothèses temporaires
Les prothèses temporaires sont utilisées provisoirement durant tout le temps de cicatrisation.

#### Les prothèses définitives
En remplacement des précédentes. Les prothèses définitives servent en fin de traitement à pallier les limites de la chirurgie.

## Élaboration de la prothèse
L'élaboration d'une prothèse pose le problème :
- de la manière dont elle va simuler l'action de la partie remplacée (biomécanique, ergonomie) ;
- de la tolérance de l'organisme vis-à-vis de ce corps étranger ;
- de la dégradation :
  - dégradation chimique du matériau dans le corps humain (par corrosion) ;
  - usure mécanique, et notamment du fretting (usure sous un faible débattement, avec accumulation des produits d'usure au niveau de la surface de contact) ;
  - lorsque les produits d'usure s'échappent, ils peuvent provoquer des granulomes : étant des corps étrangers, ils sont absorbés par les macrophages, formant les granulomes ; ces granulomes entraînent une résorption de l'os autour de la prothèse (ostéolyse périprothétique) ce qui fragilise l'ancrage et rend problématique le remplacement ;
- de l'esthétique. L'esthétique d'une exo-prothèse est un problème qui préoccupe les amputés, spécialement pour les membres supérieurs. Il existe des gants en silicone pour recouvrir la prothèse de l'avant-bras.

## Industrie et marché de la prothèse

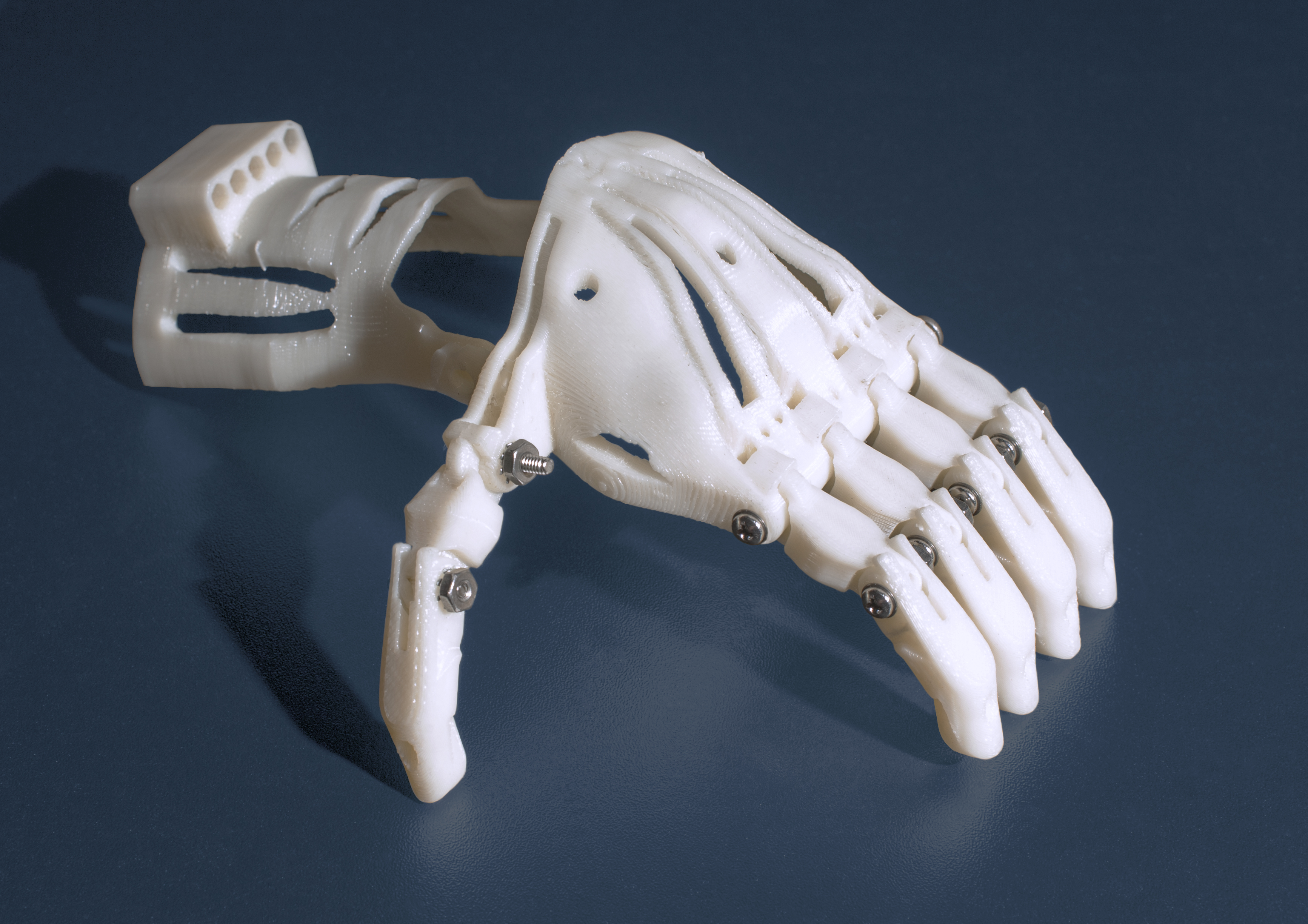
Prothèse d'une main fabriqué par impression 3D.

Les prothèses actuelles vont de l'équivalent d'une simple jambe de bois, aux prothèse mécaniques fonctionnant avec des ressorts, jusqu'aux prothèses avec articulation, moteur électrique et système informatique embarqué permettant de mimer certains mouvement de membres biologique, notamment par interprétation de signal EMG. Leur prix varie ainsi d’une centaine d’euros pour certaines prothèses imprimées en 3D jusqu’à plusieurs dizaines de milliers d’euros pour les prothèses de mains polydactiles les plus perfectionnées. Les matériaux constituants les prothèses sont principalement les métaux, les polymères et la céramique. L’utilisation de matériaux inertes et biocompatibles tels que le titane ou le polyéthylène permet de diminuer le risque de rejet de ce corps étranger par l’organisme. Ceci est une des raisons qui explique le coût élevé de certaines prothèses.
Contrairement à ce que les campagnes publicitaires autour des Jeux Paralympiques et des prothèses de sport laissent penser, la grande majorité des personnes appareillées sont des personnes âgées. L’âge moyen des porteurs de prothèse de cheville est de 63,8 ans. De plus, 76,2% des porteurs de prothèses de genou ont plus de 65 ans. L’appareillage est principalement d’origine post-traumatique (47,8%) et d’arthrose (35,3%). Selon un rapport portant sur l’Union Européenne, 50% des personnes indiquant porter une prothèse dentaire ont plus de 55 ans. Dans la population française, la répartition par tranches d’âge des surdités, quelle que soit la sévérité, a été estimée comme suit : 11% ont moins de 18 ans, 25% ont entre 18 et 65 ans et 63% ont plus de 65 ans.
Le marché mondial de l’audioprothèse peut être estimé à 5,5 millions d’appareils vendus. La croissance est approximativement de 6 % par an en volume. Le principal facteur de croissance est d’ordre démographique mais les changements d’habitude de vie et de consommation, la qualité de la vie, la place occupée par les loisirs sont aussi des facteurs de croissance. En France, en 30 ans (entre 1975 et 2005), les ventes annuelles d’audioprothèses sont passées de 55 000 à 365 000, avec actuellement une prépondérance d’appareils numériques. Les prothèses auditives et les prothèses dentaires sont parmi les plus consommés chez les personnes âgées.
À l’horizon 2040, la France comptera 10,6 millions de personnes âgées de plus de 75 ans, contre 6 millions aujourd’hui, d’après les projections établies par l’Insee. En France, ces consommateurs sont plus aisés que d’autres, avec un niveau de vie médian de 9 % de plus que l’ensemble des Français, selon les statistiques de l’Insee datées de 2017. Cela leur donne un plus grand pouvoir d’achat notamment pour les prothèses de confort.
De nombreuses sociétés se partagent le marché de la prothèse de hanche, parmi lesquelles on compte notamment B Braun, Link, ImplanTec, DePuy Synthes et Smith and Nephew. Quant aux prothèses de cheville, les principales marques en France sont Salto (78%) et Hintegra (14,8%).
La durée de vie des prothèses a été amélioré ces dernières années. Effectivement, la proportion de prothèses toujours fonctionnelles après dix ans d’utilisation avoisine les 99 % chez certains patients de moins de 50 ans. Chez les patients plus âgés, et donc plus sédentaires, on peut aussi observer des chiffres similaires. La durée de vie d’une prothèse dépend de différents paramètres tels que :
- Âge, IMC et degré d’activité du patient
- Diamètre de la tête prothétique
- Type de couple de frottement (“dur-mou” ou “dur-dur”)[21]

## Articles connexes

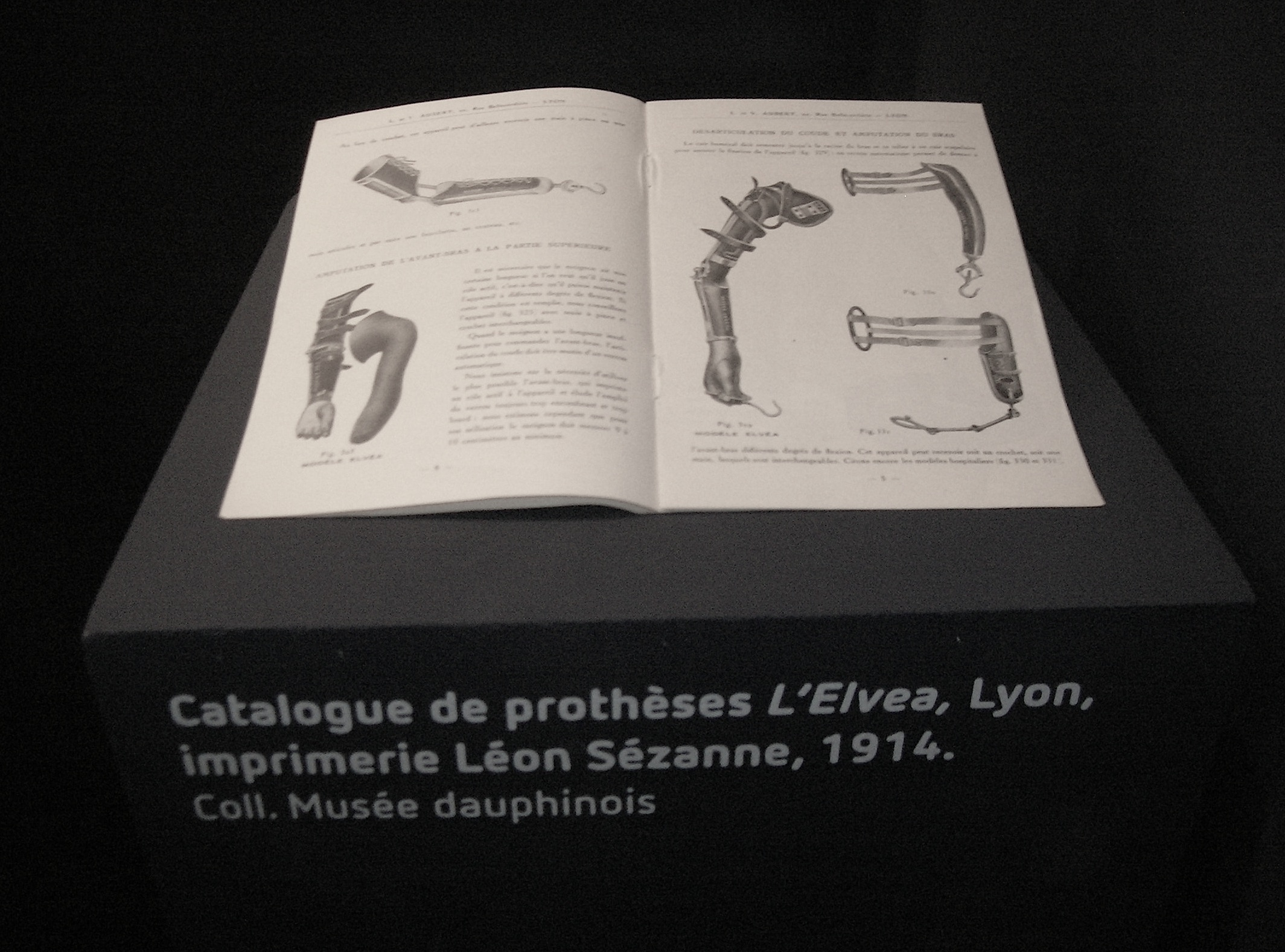
Catalogue de prothèses L'Elvea, 1914.